# Furchtbare Juristen

Buchumschlag 1987

Furchtbare Juristen – Untertitel: Die unbewältigte Vergangenheit unserer Justiz – ist der Titel eines erstmals 1987 erschienenen Buches des Juristen Ingo Müller. Es behandelt die Verbrechen der deutschen Justiz in der Zeit des Nationalsozialismus und die durch Übernahme von NS-vorbelasteten Juristen in den Staatsdienst der Bundesrepublik Deutschland verhinderte gerichtliche Aufarbeitung ebendieser Verbrechen.
Das Buch erfuhr breite öffentliche Beachtung und bewirkte eine bis heute anhaltende Debatte über die Unabhängigkeit der Richter und Verpflichtung des Rechtsstaats zur Bewältigung vergangener Justizverbrechen. Zuletzt erschien am 23. September 2020 eine Neuauflage bei Edition Tiamat.

## Begriff
Müllers Buchtitel griff einen Ausdruck des Schriftstellers Rolf Hochhuth auf, den dieser 1978 im Zuge der Filbinger-Affäre auf das Verhalten des damaligen Ministerpräsidenten Baden-Württembergs, Hans Filbinger, in dessen Zeit als Marinerichter bezogen hatte. In der Einleitung erinnerte Müller an dessen in einem Interview am 8. Mai 1978 in der Zeitschrift Der Spiegel gefallenes Diktum: „Was damals rechtens war, kann heute nicht Unrecht sein.“ Müller sah dieses „Beharren auf der Rechtmäßigkeit der unmenschlichen Justiz des Dritten Reiches“ als symptomatisch für die Haltung vieler deutscher Juristen der NS- und bundesdeutschen Nachkriegszeit an. Demgemäß beschrieb er die Kontinuitäten einer gegen grundlegende Prinzipien des Rechtsstaats agierenden Richtergeneration, auch anhand von vielen Einzelbiografien.
Der Ausdruck „furchtbare Juristen“ wurde seit 1978 zu einem geflügelten Wort, das in Büchern und Medien auch auf die Verstrickungen anderer Berufsgruppen in die NS-Verbrechen übertragen wird, etwa „furchtbare Beamte“ für Bürokraten, „furchtbare Lehrer“ für gewalttätige Pädagogen, „furchtbare Ärzte“ für teils verurteilte Mediziner, die im Dritten Reich bei Menschen-Versuchen KZ-Häftlinge ermordeten.

## Inhalt
Müller veröffentlichte 1987 sein Buch als Reaktion auf das Ende der bzw. die nie eingeleitete Strafverfolgung von Richtern des Volksgerichtshofs. Er begann sein Werk mit den Worten: „Unter den Verbrechen des Nazi-Regimes sind jene der deutschen Justiz weitgehend unbeobachtet und ungesühnt geblieben. Es ist eine beklemmende Tatsache, dass es den Juristen gelungen ist, ihre Vergangenheit zu verschleiern und zu beschönigen.“ (Ingo Müller: Furchtbare Juristen)
Er beschrieb im 1. Kapitel auf wenigen Seiten den Kampf der Justiz zu Beginn des 19. Jahrhunderts um ihre Unabhängigkeit, die mit der Aufklärungsbewegung und dem Kampf um Menschenrechte gegenüber der reaktionären Politik Fürst von Metternichs einherging. Das 2. Kapitel unter der Überschrift „Die forcierte Anpassung“ beschreibt, wie Reichskanzler Otto von Bismarck im Kaiserreich die Justiz politisch instrumentalisierte und mit Gesetzen staatlich kontrollierte.
Mit dem 3. und 4. Kapitel näherte sich Müller seinem eigentlichen Thema: Er beschrieb die Richter der Weimarer Republik, ihr Verhältnis zum aufsteigenden Nationalsozialismus und zur deutschen Wiederaufrüstung. An vielen Einzelfällen zeigte er auf, wie die Weimarer Justiz diese Vorgänge deckte und förderte, auch mit neuen Rechtsbegriffen und Rechtskonstruktionen wie dem „Staatsnotstand“.
Im zweiten Hauptteil (S. 35–202) beschrieb Müller „Die deutsche Justiz 1933 bis 1945“. Er ging aus vom Reichstagsbrand-Prozess über die „Selbstgleichschaltung“ des deutschen Richterbundes, beschrieb die Rolle des Reichsgerichtspräsidenten Erwin Bumke und des Staatsrechtlers Carl Schmitt dabei, die Schaffung des NS-Staates durch Ausnahmegesetze ab März 1933, die Ausschaltung jeder politischen Opposition durch die noch nicht von NS-Richtern dominierten Gerichte und die Verdrängung von Juden und liberalen Rechtsanwälten aus der Anwaltschaft mit dem Gesetz über die Zulassung zur Rechtsanwaltschaft.
Sodann beschrieb er die Deformation des Rechts durch die nationalsozialistische Weltanschauung und die Bemäntelung von NS-Terror und NS-Verbrechen durch Einführung neuer Rechtsbegriffe wie „Führertum“, „völkische Ordnung“, „rassische Artgleichheit“, „Schutz der Volksgemeinschaft“ u. a., die Bindung der Beamtenschaft an den Führer statt an das Recht, die systematische Verschärfung des Strafvollzugs durch Einrichtung von Konzentrationslagern, die rassistischen Rechtslehren, die zu den Nürnberger Gesetzen und einer Flut von „Rassenschande“-Prozessen führten, die „totale Entrechtung“ der Juden durch immer neue diskriminierende Rechtsdefinitionen und Strafverordnungen der Juristen, die rechtliche Freigabe der Zwangssterilisation von „Erbkranken“ und der „Vernichtung lebensunwerten Lebens“ in der Aktion T4, die Rolle von Reichsgericht, Volksgerichtshof und Sondergerichten, die er „Standgerichte der inneren Front“ nannte, deren Rolle in den eroberten Gebieten Osteuropas, die Nacht-und-Nebel-Justiz der spurlosen Entführung und Internierung von potentiellen Widerstandskämpfern, die Konkurrenzsituation zwischen Gerichten und Gestapo, die Militärgerichte im Zweiten Weltkrieg. Im letzten Kapitel 18 dieses Hauptteils beschrieb Müller auch Einzelfälle von richterlichem Widerstand gegen die systematische Rechtsbeugung im NS-Staat.

## Wirkungen
Das Buch sorgte in der breiten Öffentlichkeit für Aufsehen. Es brachte dem Autor auch außerhalb der juristischen Fachpresse große Bekanntheit ein. Am 4. Mai 1988 erhielt Müller für das Werk – zusammen mit Karl Holl für dessen Veröffentlichung Pazifismus in Deutschland – den alle zwei Jahre vergebenen Carl-von-Ossietzky-Preis für Zeitgeschichte und Politik der Stadt Oldenburg.